# گابور بالوگ
گابور بالوگ (انگلیسی: Gábor Balogh؛ زادهٔ ۵ اوت ۱۹۷۶) ورزشکار پنج‌گانه مدرن اهل مجارستان است.
وی در مسابقات کشوری و بین‌المللی در مجموع برندهٔ ۱۸ مدال طلا، ۷ مدال نقره، ۲ مدال برنز شده‌است.